# Chained Heat II
Chained Heat II és un thriller estatunidenc dirigit per Lloyd A. Simandl estrenada el 1993, amb Brigitte Nielsen de protagonista.

## Argument
Empresonada a la penitencieria per a dones més dura de l'Estat, una jove innocent resisteix seguir en vida. Es troba acorralada per les seves companyes presoneres, apallissada per guàrdies sàdics, i perseguida per la directora molt especial d'aquesta presó, verdader infern del qual ningú no surt.

## Repartiment
- Brigitte Nielsen: Magda Kassar
- Kimberley Kates: Alex Morrison
- Kari Whitman: Suzanne Morrison
- Jana Svandova: Rosa Schmidt